# 辛炫周
辛 炫周（シン・ヒョンジュ、ハングル：신 현주 、英語：Hyun-Ju Shin、1980年7月13日 - ）は、大韓民国・ソウル特別市出身の女子プロゴルファーである。

## 来歴
2000年12月韓国女子プロゴルフ協会（KLPGA）入会。
2002年5月「レイクサイド女子オープンゴルフ大会」でKLPGAツアー初優勝。
2005年から日本女子プロゴルフ協会（JLPGA）ツアーに参戦し、同年の「ヨネックスレディスゴルフトーナメント」で同ツアー初優勝。同年の年間獲得賞金ランキング（賞金ランク）10位になり自身初となるJLPGAツアーのシード入りを果たす。
2006年はJLPGAツアー「伊藤園レディスゴルフトーナメント」を優勝し、賞金ランク自己最高位となる5位に入る。
2008年はJLPGAツアー「スタジオアリス女子オープン」、同ツアー公式戦「日本女子プロゴルフ選手権 コニカミノルタ杯」で優勝。
2010年はJLPGAツアー「日医工女子オープンゴルフトーナメント」で優勝。
2012年はJLPGAツアー「ニチレイレディス」で優勝、同年賞金ランク34位でこの年まで8年連続で賞金シード入りした。
2014年シーズンを最後に競技を引退。